# Eleonora Prost
Eleonora Prost (Parma, 30 marzo 1990) è una calciatrice italiana, di ruolo centrocampista.

## Carriera

### Gli esordi con la Reggiana
Cresciuta nelle giovanili della Reggiana, a 15 anni fa il suo esordio in Serie A il 19 novembre 2005 contro l'Atletico Oristano, subentrando al 74' al posto di Sara Tommasi. Nella stessa gara, mette a segno anche il suo primo gol e la prima doppietta in massima serie, segnando al 76' e all'83'. Dopo quattro anni e mezzo con la Reggiana, viene girata in prestito all'Atalanta, con la quale disputa la seconda parte della stagione 2009-2010, collezionando 14 partite e marcando una rete. L'anno successivo torna in maglia granata, disputando anche la finale di Supercoppa italiana (persa contro la Torres), e collezionando complessivamente 83 presenze in maglia granata, segnando anche 13 reti.

### La parentesi di Cervia
Con il fallimento della Reggiana nell'estate 2011, passa al Riviera di Romagna, formazione ravennate neopromossa in Serie A. Con le romagnole disputa 19 partite di campionato, trovando anche due reti: alla quarta giornata, la rete del momentaneo vantaggio nel pareggio casalingo per 1-1 contro il Graphistudio Tavagnacco, la seconda alla tredicesima giornata, chiudendo le marcature nel 3-0 alla Roma Calcio Femminile. Complessivamente, tra campionato e Coppa Italia, colleziona 22 presenze con 2 reti.

### I successi al Brescia
Nell'estate 2012 passa al Brescia, dove ritrova alcune sue ex-compagne di squadra ai tempi della Reggiana, tra cui il bomber Daniela Sabatino e l'allenatrice Milena Bertolini, destino condiviso l'anno successivo quando raggiungono Brescia anche Giulia Nasuti, ex-capitano della Regia, e Fabiana Costi). Fa il suo esordio alla prima di campionato contro il Bardolino Verona, quando subentra al posto di Valentina Cernoia, per poi trovare la prima rete in maglia bresciana alla terza giornata, contro la Lazio CF. Con la squadra lombarda vince nella stagione 2014/2015 lo scudetto, mentre pochi mesi dopo disputa e vince la finale della Supercoppa 2014.
Fa il suo esordio in Champions League il 9 ottobre 2014, contro l'Olympique Lione, subentrando nell'intervallo a Bonansea.
Con il Brescia rimane fino a fine stagione 2015-2016 congedandosi con un tabellino personale di 7 reti realizzate su 60 incontri disputati., vincendo uno Scudetto (2014-2016), una Coppa Italia (2015) ed una Supercoppa italiana (2014).
Nell'estate 2018 si trasferisce al ChievoVerona Valpo, sempre in Serie A.

### Il ritorno alla Reggiana
Nell'estate del 2015, svincolatasi dal Brescia, passa alla neo-promossa Acese, ma la rinuncia della società all'iscrizione alla Serie A svincola tutte le calciatrici prima dell'inizio del campionato. Prost si accasa così alla Pink Sport Time, dove però resta una sola stagione: nel settembre 2016 firma con la Reggiana, tornando a vestire la maglia granata dopo cinque stagioni.

## Statistiche

### Presenze e reti nei club
Aggiornato al 20 aprile 2019.
| Stagione        | Squadra            | Campionato      | Campionato | Campionato | Coppe nazionali | Coppe nazionali | Coppe nazionali | Coppe continentali | Coppe continentali | Coppe continentali | Altre competizioni | Altre competizioni | Altre competizioni | Totale | Totale |
| Stagione        | Squadra            | Comp            | Pres       | Reti       | Comp            | Pres            | Reti            | Comp               | Pres               | Reti               | Comp               | Pres               | Reti               | Pres   | Reti   |
| --------------- | ------------------ | --------------- | ---------- | ---------- | --------------- | --------------- | --------------- | ------------------ | ------------------ | ------------------ | ------------------ | ------------------ | ------------------ | ------ | ------ |
| 2005-2006       | Reggiana           | Serie A         | 7          | 3          | CI              | 1               | 0               |                    | -                  | -                  |                    | -                  | -                  | 8      | 3      |
| 2006-2007       | Reggiana           | Serie A         | 16         | 1          | CI              | 4               | 1               |                    | -                  | -                  |                    | -                  | -                  | 20     | 2      |
| 2007-2008       | Reggiana           | Serie A         | 20         | 0          | CI              | 4               | 4               |                    | -                  | -                  |                    | -                  | -                  | 24     | 4      |
| 2008-2009       | Reggiana           | Serie A         | 0          | 0          | CI              | 0               | 0               |                    | -                  | -                  |                    | -                  | -                  | 0      | 0      |
| 2009-dic.2009   | Reggiana           | Serie A         | 3          | 0          | CI              | 1               | 0               |                    | -                  | -                  |                    | -                  | -                  | 4      | 0      |
| dic.2009-2010   | Atalanta           | Serie A         | 14         | 1          | CI              | 0               | 0               |                    | -                  | -                  |                    | -                  | -                  | 14     | 1      |
| 2010-2011       | Reggiana           | Serie A         | 25         | 3          | CI              | 1               | 0               |                    | -                  | -                  | SI                 | 1                  | 0                  | 27     | 3      |
| 2011-2012       | Riviera di Romagna | Serie A         | 19         | 2          | CI              | 3               | 0               |                    | -                  | -                  |                    | -                  | -                  | 22     | 2      |
| 2012-2013       | Brescia            | Serie A         | 29         | 4          | CI              | 2               | 0               |                    | -                  | -                  | SI                 | 0                  | 0                  | 31     | 4      |
| 2013-2014       | Brescia            | Serie A         | 20         | 3          | CI              | 3               | 1               |                    | -                  | -                  |                    | -                  | -                  | 23     | 4      |
| 2014-2015       | Brescia            | Serie A         | 11         | 0          | CI              | 2               | 0               | UWCL               | 2                  | 0                  | SI                 | 1                  | 0                  | 16     | 0      |
| Totale Brescia  | Totale Brescia     | Totale Brescia  | 60         | 7          |                 | 7               | 1               |                    | 2                  | 0                  |                    | 1                  | 0                  | 70     | 8      |
| 2015-2016       | Pink Sport Time    | Serie A         | 20         | 1          | CI              | 4               | 1               | -                  | -                  | -                  | -                  | -                  | -                  | 24     | 2      |
| 2016-2017       | Reggiana           | Serie B         | 26         | 4          | CI              | 0               | 0               | -                  | -                  | -                  | -                  | -                  | -                  | 26     | 4      |
| Totale Reggiana | Totale Reggiana    | Totale Reggiana | 97         | 11         |                 | 11              | 5               |                    |                    |                    |                    | 1                  | 0                  | 109    | 16     |
| 2017-2018       | Sassuolo           | Serie A         | 15         | 0          | CI              | 3               | 0               | -                  | -                  | -                  | -                  | -                  | -                  | 18     | 0      |
| 2018-2019       | ChievoVerona Valpo | Serie A         | 13         | 0          | CI              | 1               | 0               | -                  | -                  | -                  | -                  | -                  | -                  | 14     | 0      |
| 2020-2021       | ChievoVerona FM    | Serie B         | 23         | 0          | CI              | 2               | 0               | -                  | -                  | -                  | -                  | -                  | -                  | 25     | 0      |
| Totale carriera | Totale carriera    | Totale carriera | 242        | 19         |                 | 31              | 7               |                    | 2                  | 0                  |                    | 2                  | 0                  | 286    | 26     |

## Palmarès

### Club
- Campionato italiano: 1

Brescia: 2013-2014
- Coppa Italia: 1

Brescia: 2014-2015
- Supercoppa italiana: 1

Brescia: 2014
- Campionato italiano di Serie B: 1

Reggiana: 2016-2017